# William Smith (géologue)
Pour les articles homonymes, voir William Smith et Smith.
William Smith, dit Strata Smith, (23 mars 1769 - 28 août 1839) est un géologue britannique. Son travail le plus connu est The Great Map, une carte géologique détaillée de l'Angleterre, du Pays de Galles et d'une partie de l'Écosse.
Smith est le créateur de la première carte géologique de la Grande-Bretagne et le « Père de la géologie anglaise », titre que lui donne Adam Sedgwick. Toutefois, la reconnaissance unanime de ses pairs est longue à venir. Son travail est plagié, il est ruiné et passe du temps en prison pour dettes. Issu d'un milieu modeste, ses travaux peinent à s'imposer, en partie par la faute des fondateurs des sociétés savantes de géologie qui le dédaignent, en partie par sa propre faute car il publie peu. Ce n'est que dans la dernière partie de sa vie qu'il est récompensé pour ses efforts.
Il fait deux apports importants à la géologie, la découverte des fossiles stratigraphiques, base de la biostratigraphie, parfois appelé principe de succession faunal ou principe de succession faunistique, et l'extension des régularités de la disposition des strates entre elles du niveau local au niveau régional, national et au-delà.

## Biographie

### Jeunesse
Smith naît à Churchill dans l'Oxfordshire. Ses ancêtres sont des fermiers établis dans l'Oxfordshire et le Gloucestershire depuis plusieurs générations. Son père est forgeron et William le décrit comme étant « un mécanicien très ingénieux ». Son père meurt alors qu'il n'a que huit ans et la famille se retrouve démunie. Après le remariage de sa mère deux ans plus tard, c'est son oncle qui s'occupe de lui. C'est à la ferme de son oncle qu'il a un premier contact avec la géologie, dans cette partie du comté d'Oxford, les poids utilisés pour peser le lait sont fréquemment des fossiles d'oursins. Il reçoit une éducation rudimentaire, éducation perturbée pas ses habitudes de vagabonder mais obtient des résultats honorables. La parcimonie de son oncle, qui ne voit pas d'un bon œil son engouement pour des matières qu'il juge inutiles, lui cause quelques problèmes, il est obligé de lui demander une avance sur son héritage pour s'acheter les livres dont il a besoin. D'un esprit curieux de tout, il prend des notes sur ce qu'il observe, plusieurs voyages à Londres lui donnent une meilleure ouverture d'esprit que la plupart des gens sans éducation formelle. À dix-huit ans, bien que sans réelle formation professionnelle, il a acquis les bases du dessin et de la géométrie, matière encore suffisante à l'époque pour espérer devenir ingénieur.

### Automne 1787 - 5 juin 1799
À l'automne 1787 il devient assistant d'Edward Webb qu'il rencontre par hasard à Churchill où ce géomètre travaille pour faire les plans de l'enclosure des terres. Smith devient l'ami de Webb et de sa famille et en 1788 il emménage dans leur maison à Stow-on-the-Wold. À cette époque les géomètres-experts sont très demandés en Grande-Bretagne pour l'exploitation minière, l'enclosure et le percement d'un réseau de navigation par canal en vue d'abaisser les coûts de transports. Il étudie rapidement et devient qualifié dans ce travail, au printemps 1788 il commence des levés topographiques seul. Pour son travail il visite l'Oxfordshire, le Gloucestershire et le Warwickshire, il effectue des relevés dans le tunnel Salperton sur le Thames and Severn Canal en 1788. En 1790 il effectue avec Webb un forage à la recherche de charbon dans la New Forest.
En 1791, Webb envoie Smith faire le levé d'un domaine dans le Somerset, à Stowey, appartenant à Elizabeth Jones qui possède aussi des mines de charbon dans la région qui lui ont été léguées par son mari. Il continue ensuite à travailler pour Jones, il tente d'obtenir la direction d'une de ses principales mines mais n'obtient qu'un poste de directeur dans une des mines les plus anciennes, la Mearns Pit à High Littleton. C'est dans cette mine qu'il réalise que les différentes couches de charbon sont toujours dans le même ordre et que d'un puits à l'autre on retrouve la même organisation générale, d'abord en surface des couches de calcaire légèrement inclinées vers l'est, en dessous des couches très déformées dans lesquelles on trouve les veines de charbon. Dans ce fouillis de couches, souvent disposées presque verticalement, Smith voit un ordre, telle ou telle veine est systématiquement rencontrée avant tel ou tel type de strates.
Dans les papiers de Smith on peut trouver un mémorandum du 15 juin 1793, comportant entre autres les indications suivantes « Faire un modèle des strates à High Littleton dans l'ordre où on les trouve et avec les mêmes matériaux qui les composent […] faire le modèle bien proportionné verticalement et horizontalement ». C'est aussi à cette époque qu'il commence à utiliser les fossiles pour reconnaître les couches identiques dans des puits différents. Il arrive donc à étayer son opinion qu'au moins localement des régularités peuvent être observées mais il s'interroge sur la validité de ses observations à l'échelle d'un pays ou d'un continent.
Une occasion se présente à lui lorsque le percement d'un canal est décidé dans le Somerset en 1793, il est embauché comme premier géomètre par la compagnie du Somerset Coal Canal. Smith accepte le travail car il est non seulement bien rémunéré mais à côté de son travail de topographie il va pouvoir étudier les sous-sols durant les travaux. Il travaille avec John Rennie qui a pris la direction des travaux et qui forme Smith durant quelques semaines. Après six mois de travail d'arpentage, Smith prend part à un voyage d'étude de quelques semaines avec deux autres personnes pour étudier les méthodes de constructions utilisées pour d'autres canaux, il profite du voyage pour collecter des données sur la géologie des comtés qu'ils traversent. En 1795, Smith déménage à Bath, où il habite pendant un an, puis pendant dix-huit mois à Dunkerton et enfin en mars 1798 il achète une petite propriété proche de Bath à Tucking Mill pour 1 600 £,. Il ne réside pas pour de longues durées dans cette maison, il est fréquemment sur les routes, mais il s'en sert pour sa collection de fossiles qui commence à prendre de l'importance. Il existe une plaque commémorative sur une maison, d'abord apposée sur le moulin donnant son nom à Tucking Mill puis après sa destruction en 1927 la plaque a été replacée en 1932 sur une maison de style gothique. Il a été montré que cette maison n'est pas celle que Smith a achetée, celle-ci se situe un peu plus à l'est sur les terres de la paroisse de Monkton Combe,.
Durant les six ans pendant lesquels il travaille pour la compagnie, il a moins de temps qu'il ne l'espère pour faire connaître et publier ses découvertes mais il est d'ores et déjà persuadé de leur valeur. Durant cette période il ne peut que tester, affiner et confirmer son hypothèse sur l'utilisation des fossiles stratigraphiques comme marqueurs de strates. C'est durant cette époque qu'il raffine son propos. En 1795, il écrit que « chaque strate a été successivement le lit de la mer et contient des traces minérales des organismes alors existants » et « chaque strate contient des organismes particuliers et cela permet dans les cas douteux de reconnaître les strates en examinant leurs fossiles ».
Sa relative aisance financière et sa notoriété dans les questions portant sur les canaux, mais aussi le drainage des sols, lui permettent d'être admis dans une société savante locale en 1796, à Bath. Il s'y fait des contacts, des collectionneurs de fossiles et des agronomes publiant des cartes. C'est en examinant une carte coloriée publiée en 1798 par deux d'entre eux qu'il comprend que la colorisation est indispensable à l'établissement des cartes géologiques, avant cela il hésite entre la colorisation et des nuances de gris associées à des lignes hachurées.
Smith est licencié le 5 juin 1799 pour des causes peu claires, John Phillips parle d'un malentendu, tandis que Simon Winchester évoque un désaccord sur l'installation d'un système de levage plutôt qu'une série d'écluses préférée par Smith et d'un conflit d'intérêts, dû à l'achat par Smith de terres proches du tracé du canal ; cette dernière thèse est préférée par Winchester. Smith doit quitter son travail sans aucune indemnité.

### 5 juin 1799 - août 1815

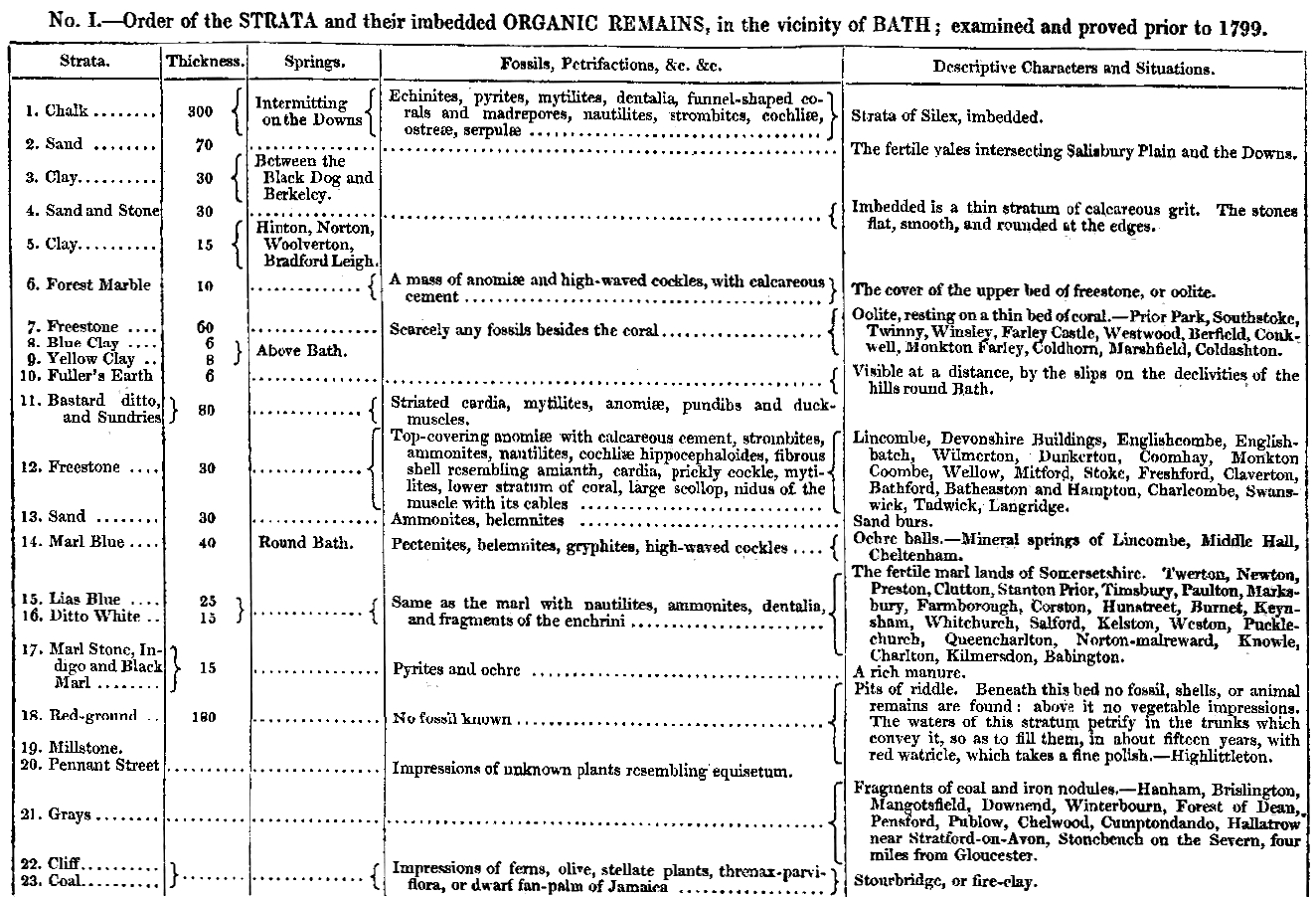
L'ordre des strates et des fossiles associés dans les environs de Bath, 1799

Les contacts que Smith a eus à Bath lui permettent d'exposer ses vues à des personnes ayant une meilleure culture scientifique que lui, en particulier aux révérends Joseph Townsend et Benjamin Richardson, tous deux férus de géologie. Les vues de Smith sur la stratigraphie surprennent les deux révérends mais Smith les convainc rapidement sur le terrain de la justesse de ses idées. Pendant un dîner, Smith dicte à Townsend un tableau décrivant l'ordre des strates et des fossiles associés dans les environs de Bath, selon la volonté de Smith chacun emporte une copie et est encouragé à la disséminer, une copie est envoyée à l'université d'Oslo, d'autres circulent aussi loin que les Indes ou les Antilles. Townsend met Smith en contact avec James Anderson, Anderson accueille très favorablement les idées de Smith et le pousse à publier mais Smith hésite, il ne se sent pas de taille à écrire un livre.
Durant l'été 1799, Smith publie une carte géologique détaillée des environs de Bath, souvent créditée comme la première carte géologique coloriée bien qu'une carte antérieure de Peter Townson ait été publiée à Londres en 1797 dans Travel in Hungary.
Après la perte de son emploi pour le Somerset Coal Canal, Smith travaille comme expert en drainage et en irrigation, le travail est abondant et il peut se permettre d'augmenter ses tarifs d'une guinée par jour, approximativement ce qu'il était payé par la compagnie du canal, jusqu'à trois guinées par jour. Il reçoit aussi 1 000 £ du parlement pour révéler son savoir-faire en matière de drainage. Ces rentrées d'argent auraient dû lui permettre d'être à l'abri financièrement mais le fait de travailler en indépendant lui permet de passer le temps qui lui plaît à parcourir la Grande-Bretagne pour amasser des données, ce qui mine ses finances. Smith décide de ne pas créer ses propres fonds de cartes mais d'utiliser les cartes de John Cary, cartographe très réputé à cette époque. Ces trois premiers essais datent de 1801, ils contiennent de nombreuses imperfections et sont seulement à une échelle de un centimètre pour trente kilomètres mais on y retrouve déjà les structures générales des cartes géologiques modernes d'Angleterre et du Pays de Galles. Durant la même année, Smith est mis en contact avec John Farey qui sera un de ses soutiens les plus inconditionnels, Joseph Banks, président de la Royal Society ainsi que le 5e duc de Bedford. Toujours la même année il est prévenu par son ami Benjamin Richardson qu'il est plagié et qu'il risque de l'être plus encore, un nommé Warner utilise le tableau de 1799 de Smith, puis dix ans plus tard la carte de Bath. Smith ne réagit pas à l'encontre de Warner, il estime que ce plagiat propage ses idées. Il décide toutefois d'écrire un livre, dont il espère tirer 1 600 £ de bénéfice mais il doit déchanter, la mort du 5e duc de Bedford en 1802 qui le soutenait activement, puis les faillites de l'éditeur, John Debrett, en 1802 et 1804 marquent la fin cette tentative.

#### La Grande Carte
Vers 1802 ou 1803, Smith décide que, plutôt qu'un livre, il va faire une nouvelle carte, il est activement soutenu par des personnages en vue, Banks, un des leaders de la science britannique en tant que président de la Royal Society, qu'il rencontre à nouveau en juillet 1804 l'assure de son soutien. Ses soutiens ne seront pas suffisants pour assurer une exécution rapide de la Grande Carte, Smith est en partie responsable de cet état de fait, ses nombreux voyages l'empêchent d'avoir des contacts réguliers avec ses bienfaiteurs, certaines années il parcourt plus de 17 000 km à travers le pays, et la nécessité qu'il a de continuer à travailler fait qu'il progresse moins vite que prévu. Smith prend aussi la décision de louer un appartement à Londres, ses finances se détériorent encore un peu plus, il doit payer sa location à Londres, n'a pas encore fini de payer sa résidence de Tucking Mill et doit payer son bureau à Bath ; à cela s'ajoutent ses incessants déplacements. Il est pendant un temps question de l'adjoindre au corps des ingénieurs chargés du levé topographique de Grande-Bretagne mais le projet échoue et n'est à nouveau à l'ordre du jour que trente ans plus tard.
En 1806, Smith publie pour la première fois, pas dans le domaine de la géologie mais dans celui du drainage, une monographie de 128 pages qui lui vaut une médaille de la Society of Arts. En tant qu'ingénieur il rencontre beaucoup de succès mais ses bienfaiteurs s'impatientent, il se brouille avec certains d'entre eux, même Banks commence à avoir des doutes, Smith travaille beaucoup, personne ne le nie, mais aucun résultat n'apparaît. Vers 1808 il se marie, le mariage est un échec, sa femme, Mary Ann, est fréquemment malade et le sera de plus en plus les années suivantes, elle fait plusieurs séjours dans des hospices pour des maladies physiques ou mentales. Smith à cette époque a besoin de soutien mais sa femme semble incapable de le lui apporter et elle représente plutôt un nouveau poids pour lui. En 1807 la Geological Society est créée, des amis de Smith sont invités à y entrer mais lui-même est quasiment ignoré, à l'exception d'une visite de sa collection de fossiles entre autres par George Bellas Greenough et James Hall. Durant les années qui suivent on trouve chez Smith une certaine indécision, des périodes d'enthousiasme entrecoupées de périodes de doute, la faiblesse de sa formation le fait hésiter à publier et à se mesurer aux gens bien nés sortis d'écoles prestigieuses. La faiblesse de ses moyens financiers expliquent aussi cette période où son travail sur la Grande Carte n'avance pas. 1806 à 1812 est donc une période faste pour son travail d'ingénierie, faste pour la collecte de données, mais pendant ce temps la situation financière de Smith continue à se dégrader et Smith ne produit rien de tangible dans le domaine qui pourtant l'intéresse le plus.

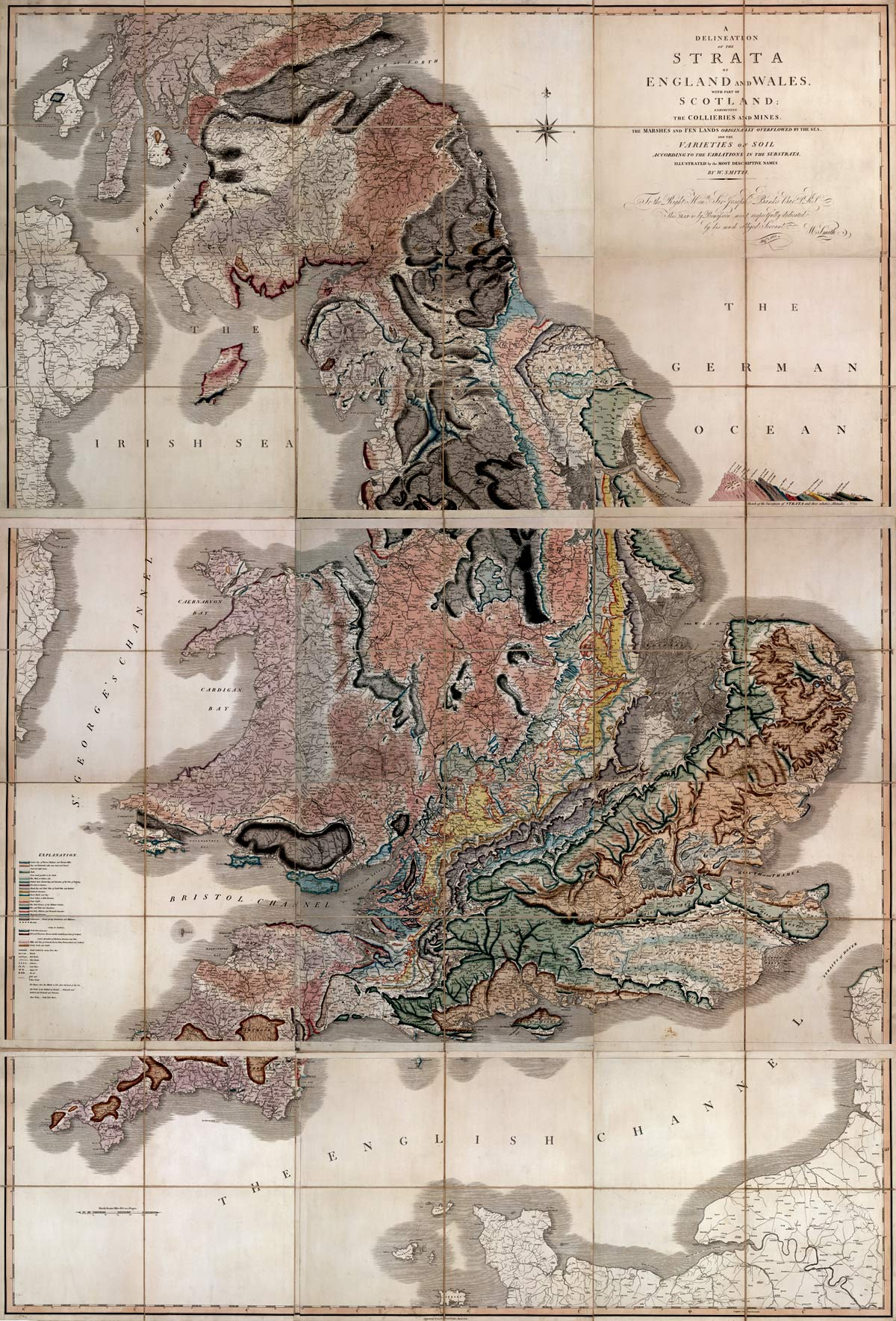
The Great Map.

1812 est l'année clef pour la production de la Grande Carte. John Cary propose à Smith de l'aider à créer et à publier sa carte, dont pour l'instant il n'existe que quelques essais datant du début des années 1800 et une énorme collecte de données. L'échelle choisie par Smith est d'un pouce pour cinq milles soit approximativement 1/300 000e, la carte, trop grande pour être imprimée d'un seul tenant, est constituée de quinze plaques, trois par cinq, pour une dimension de 1,85 m sur 2,66 m. Une seizième planche est gravée donnant un exemple de coupe des strates entre Londres et le mont Snowdon. Les contours sont gravés par Cary, un ami de Smith, Henry Jermyn, s'occupe de reporter les noms de lieux sur la carte, plusieurs milliers, Smith, lui, prend part à la partie géologique proprement dite de la carte. La technique choisie par Smith, de représenter les différentes couches par des couleurs dégradées sur leurs bordures avec d'autres couches, ne facilite pas le travail ni la copie de la carte et la carte revient plus chère que prévu. Les premières plaques sont prêtes en 1813, les suivantes en 1814, Smith montre les premiers tirages de certaines plaques à Joseph Banks et lui demande l'autorisation de les lui dédicacer, la carte est enfin prête en mars 1815. Son nom complet est A Geological Map of England and Wales, with part of Scotland ; exhibiting the Collieries, Mines, and Canals, the Marshes and Fen Lands originally overflowed by the Sea, and the varieties of Soil, according to the variations of the Substrata; illustrated by the most descriptive Names of Places, and of Local Districts ; showing also the Rivers, Sites of Parks, and principal Seats of the Nobility and Gentry, and the opposite Coast of France.
La Grande Carte est présentée à des personnages en vue, Robert Banks Jenkinson alors premier ministre félicite Smith, en mai Smith reçoit un prix de 50 guinées de la Society of Arts, prix en attente depuis plusieurs années pour la première carte géologique de Grande-Bretagne et le 1er août 1815 la carte est publiée officiellement, 400 exemplaires sont tirés. Cette publication ne suffit pas à tirer Smith de ses problèmes financiers.
La Grande carte n'est pas le premier travail de ce genre. Georges Cuvier et Alexandre Brongniart publient une carte de ce style en 1808, mais qui ne concerne que le bassin parisien, et couvre moins du cinquantième de la surface de la carte de Smith. De plus les fossiles sont utilisés par les auteurs moins systématiquement et ils ne présentent que des cas de couches alignées horizontalement.

### Août 1815 - août 1819
De mauvaise décisions prises vers 1807, en particulier l'achat d'une carrière pour en tirer des revenus, pèsent sur les finances de Smith. Il a dû hypothéquer une partie de sa propriété de Tucking Mill pour faire les travaux mais en 1814 la pierre produite dans cette carrière se révèle de mauvaise qualité, son entreprise fait faillite en 1815, une crise économique en Grande-Bretagne aurait de toute façon fait capoter le projet. Son train de vie est bien trop élevé pour ses revenus, il a une propriété, et une hypothèque sur celle-ci, un bureau à Bath, un autre à Londres, il doit s'occuper de sa femme et il élève son neveu, John Phillips. Dès 1814, des huissiers lui rendent visite deux fois, Joseph Banks intervient pour le tirer d'affaire.
Smith doit vendre sa collection de fossiles, 2657 spécimens représentant 693 espèces. Bien qu'il ne soit pas sans appui politique, la tentative de vendre sa collection est d'abord ignorée, il finit par obtenir 600 £ alors qu'il comptait sur trois fois plus, il n'obtient même pas la publication du catalogue de ses fossiles et doit le publier à compte d'auteur. Cette rentrée d'argent ne tire pas Smith de ses embarras financiers mais permet seulement de calmer les créanciers de Smith pour un temps. La collection Smith n'est pas exposée avant les années 1880 puis retourne dans les réserves dans les années 1970.
En 1816, il publie A Geological Table of Organized Fossils, un des premiers prémisses de l'échelle des temps géologiques. Smith est probablement le premier à comprendre que les strates et leurs fossiles sont dans un ordre naturel identique à l'échelon local, national et au-delà. Le principe de superposition, qu'une couche déposée sur une autre est plus récente, est déjà connu depuis la fin du XVIIe siècle mais n'est pas alors considéré comme réellement significatif. Cette table résume bien un des principaux apports de Smith à la géologie, l'utilisation systématique des fossiles pour l'identification des strates.
Après cette carte, Smith produit des cartes encore plus détaillées des comtés d'Angleterre, par exemple celui de la région d'Oxford. 27 cartes sur les 60 projetées sont publiées.

#### Le plagiat
Bien que cette carte soit bien reçue, Smith n'en profite peu. En 1808, des membres de la toute nouvelle Geological Society lui rendent visite, à leur tête George Bellas Greenough et James Hall, l'entrevue se passe mal, Smith explique ses vues, montre ses fossiles et ses cartes mais ne reçoit que des commentaires cassants. On ne sait pas en quelle année Greenough décide d'établir sa propre carte. Il part sur de mauvaises bases, il considère que la carte doit être construite empiriquement mais sans une théorie sous-jacente il est impossible de relier les strates entre elles. Greenough reconnaît son erreur et se procure des exemplaires de la carte de Smith, il bénéficie aussi de l'aide de John Farey, qui momentanément brouillé avec Smith, ne voit pas de problème à expliquer à Greenough la méthode utilisée par Smith pour établir sa carte, il lui montre aussi les dernières cartes, pas encore publiées, de Smith. Le fond de carte est gravé de 1813 à 1817, elle tient en six plaques, Greenough y rapporte les informations géologiques en 1819, les données proviennent des propres recherches sur le terrain de Greenough mais sont principalement copiées directement depuis la carte de Smith. Les conceptions de recherche sur le terrain de Greenough et de Smith diffèrent, là où Smith prélève des échantillons sur le terrain, Greenough préfère s'arrêter dans les auberges et interroger les gens du cru sur la nature des terrains environnants. La carte est publiée en 1819, vendue moins chère que celle de Smith elle grève un peu plus les finances de Smith ; des acheteurs potentiels de celle de Smith se tournent vers celle de Greenough. Mais cette carte ne rencontre elle aussi que peu de succès, en un an seuls 66 exemplaires sont vendus. Aux accusations de plagiat, Greenough explique que deux cartes géologiques correctes, doivent se ressembler, ce qui l'oblige à reconnaître la valeur de la carte de Smith. Le plagiat sera reconnu pleinement par la Geological Society seulement en 1865 où il est décidé qu'aux nouvelles éditions de la carte de Greenough sera ajoutée une mention « D'après une carte de Wm. Smith, 1815 ».

#### La faillite
En 1818, les finances de Smith sont au plus bas, il échappe une première fois à la prison grâce à un don de 30 £ du trésor. À cette époque l'emprisonnement pour dettes est fréquent, il était vu comme un moyen de s'assurer de la disponibilité des personnes en cause, les prisonniers sont relâchés lorsque la dette est apurée, soit par des amis, soit par la vente des biens de l'impécunieux. Ces prisons sont des organismes privés, le séjour est payant. Le don de 30 £ se révèle n'être qu'une avance sur la vente des fossiles restant à Smith, lorsqu'il les vend pour 100 £, il n'en reçoit que 70 £. Smith est arrêté le 11 juin 1819, il sort de prison le 31 août 1819, ses affaires personnelles et ses biens ont été vendus jusqu'à apuration de sa dette. Il retourne chez lui pour trouver un huissier à sa porte qui lui refuse l'entrée, il réussit à récupérer quelques papiers personnels jugés sans valeur et apprend qu'un de ses amis a acheté ses papiers les plus précieux, William Henry Fitton les lui remettra plus tard. Smith quitte Londres avec sa femme et son neveu, John Phillips, pour le Yorkshire.

### Automne 1819 - 1839
Pendant les sept années suivant son départ précipité de Londres, Smith travaille par intermittence dans l'arpentage et le drainage dans les Midlands et le nord de l'Angleterre. Il voyage encore dans un but exclusivement géologique, par exemple durant l'hiver 1819-1820 où il marche avec John Phillips du Lincolnshire à l'Oxfordshire. En 1821, il publie une carte géologique détaillée du Yorkshire. Durant ses voyages il fait quelques rencontres, Adam Sedgwick, avec qui il fait un bout de chemin, puis plus tard William Buckland. En 1824, Smith donne des conférences à York ainsi qu'à Scarborough et d'autres villes du Yorkshire, John Phillips considère que son oncle manque de rigueur et se perd quelque peu dans des digressions sans rapport avec leur sujet. En 1826 il fait visiter à Roderick Murchison une partie du Yorkshire. John Vanden Bempde Johnstone engage Smith de 1828 à 1834 comme intendant de ses terres à Hackness près de Scarborough.

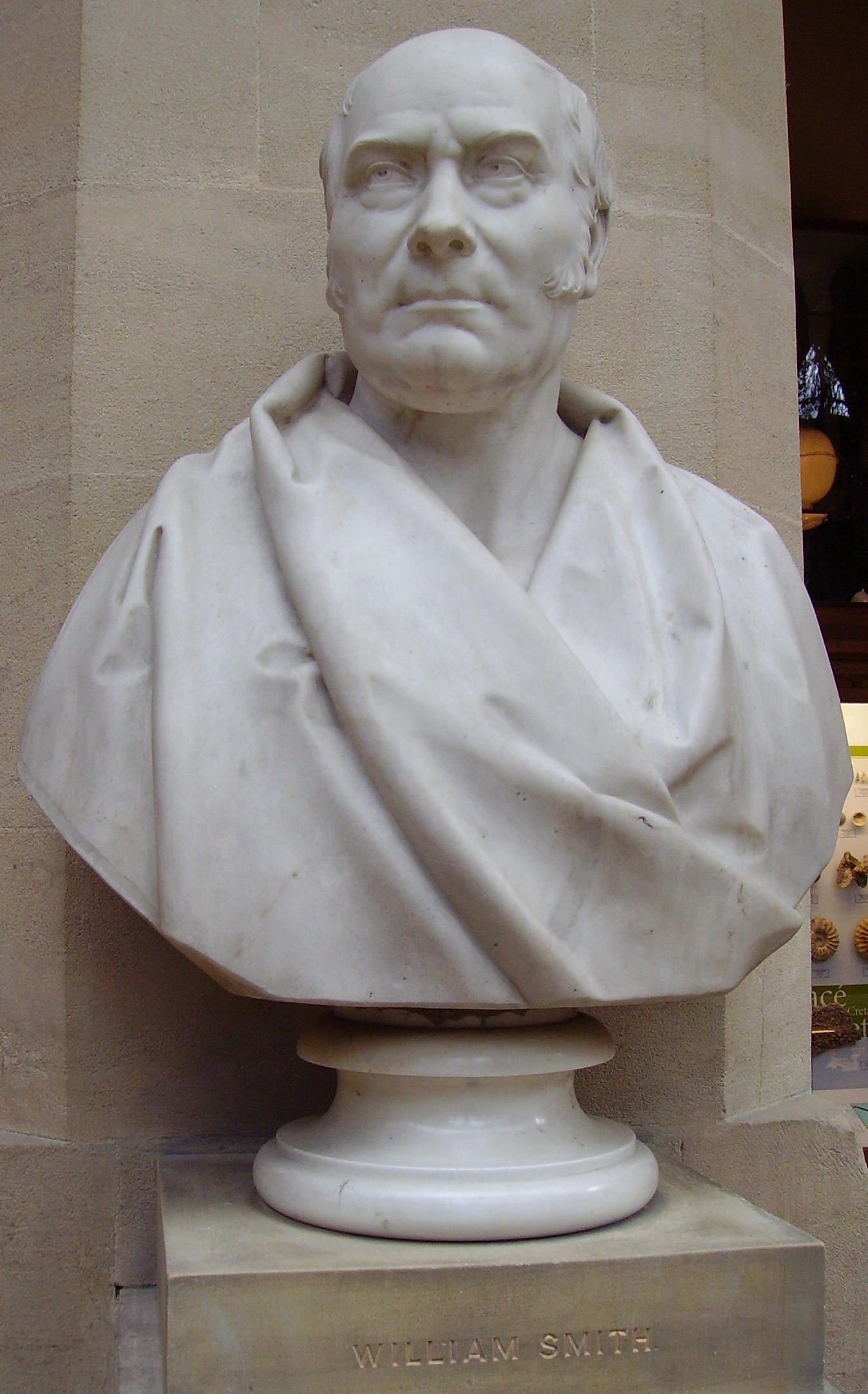
Buste de William Smith, Oxford University Museum of Natural History.

C'est vers 1826 qu'il commence à être question de reconnaître le rôle de Smith, l'avis à Londres est qu'il faut attendre un peu, Greenough est encore puissant à la Geological Society et ce n'est qu'avec les présidences de William Henry Fitton, de 1827 à 1829, puis d'Adam Sedgwick, 1829-1831, qu'une motion peut être prise à l'unanimité le 11 janvier 1831 de décerner la première médaille Wollaston à William Smith « en considération d'être un grand précurseur de la géologie anglaise ; et plus spécialement pour avoir été le premier, dans ce pays, à découvrir et enseigner l'identification des strates et de déterminer leur succession à partir des fossiles qui y sont inclus ». Dans son éloge Sedgwick dit, bien dans la manière des éloges de cette époque « Si, par nos efforts unis, nous avons ciselé les ornements de cette science et lentement l'avons élevée au pinacle d'un des temples de la nature, c'est lui qui a donné les plans, en a établi les fondations et a érigé une portion de ses solides murs par le labeur non assisté de ses mains. » (discours anniversaire de la Geological Society, 18 février 1831), c'est dans le même discours que Sedgwick surnomme Smith « père de la géologie anglaise ». La médaille elle-même est donnée à Smith au meeting de la British Association en 1832, s'y ajoute une rente de 100 £ par an.

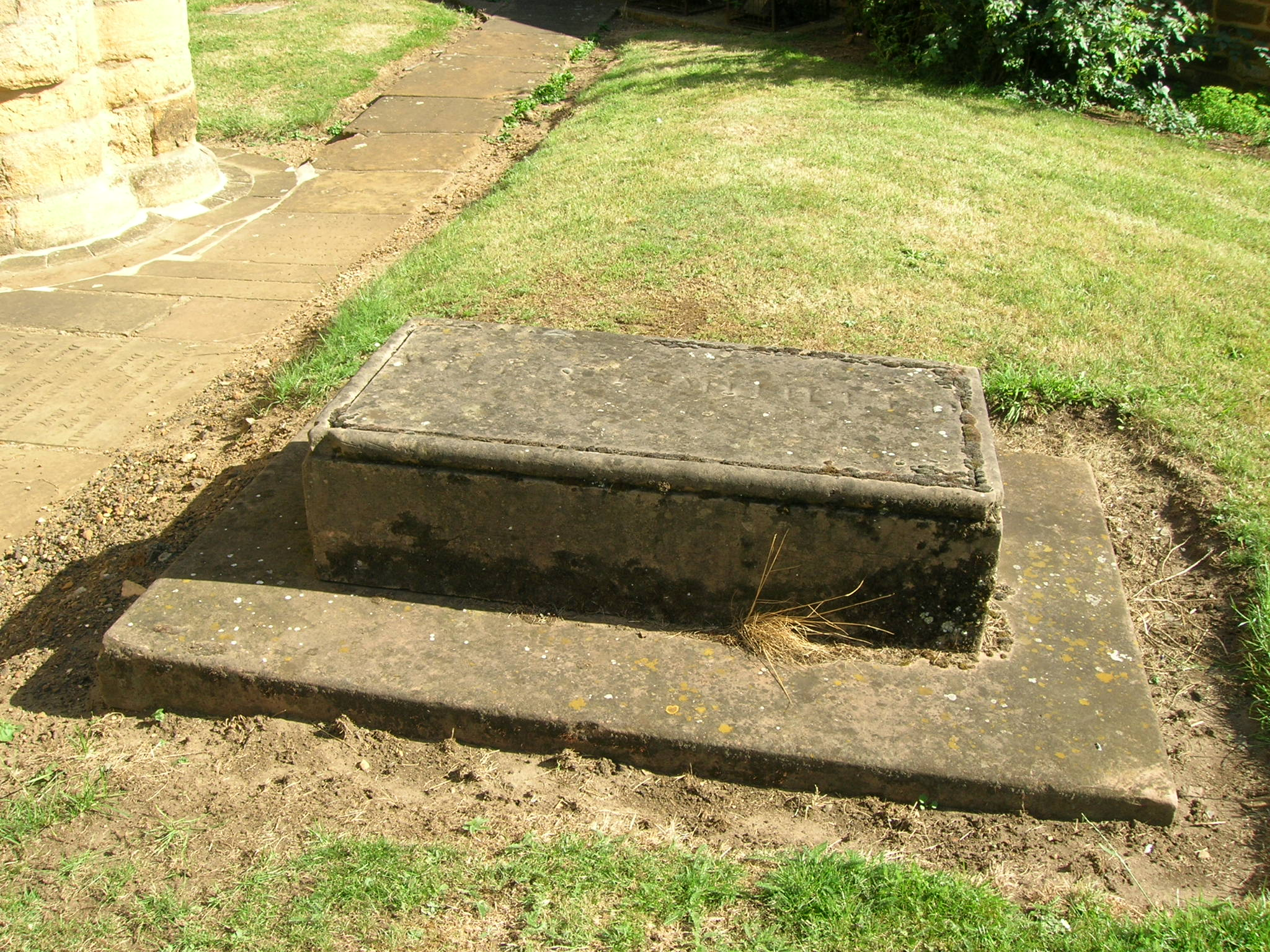
Tombe de William Smith.

Smith voyage à Dublin en 1835 où il reçoit le grade de Doctor of Laws du Trinity College. Durant ses dernières années Smith est donc reconnu mais peu actif en géologie, il est maintenant un peu perdu dans le foisonnement des théories émises par ses successeurs, il passe une bonne partie de son temps à arranger ses papiers mais là où il aurait dû synthétiser, il se perd de plus en plus dans les détails. Il meurt à Northampton le 28 août 1839, alors qu'il se rend au congrès de la British Association, et est enterré à quelques pas de la tour ouest de l'église St Peter à Marefair. Sa femme lui survit cinq ans, continuant de bénéficier de la pension de son mari.

### Synthèse
William Smith est un géologue de terrain, dont la renommée a subi des hauts et des bas. D'abord ignoré par une partie des géologues britanniques, en particulier les fondateurs de la Geological Society, il parvient à se faire reconnaître malgré de  multiples handicaps, comme le dit Smith en 1816 « La théorie de la géologie était en possession d'une classe [sociale] d'hommes, la pratique en possession d'une autre ». Mais il ne faut pas oublier que Smith est aidé par plusieurs membres des classes sociales dont il se sent victime, des gens issus de la noblesse le soutiennent, le 5e duc de Bedford par exemple, ainsi que par certains des membres les plus en vue de la communauté scientifique britannique, Joseph Banks, président de la Royal Society pendant plus de trente ans entre autres.
Smith est aussi parfois présenté comme un homme seul, en proie à l'obscurantisme religieux de son époque mais pour les historiens la réalité est différente, Smith est décrit comme agnostique mais plusieurs de ses premiers supporters sont des révérends, Joseph Townsend et Benjamin Richardson. Smith croit aussi à une certaine forme de déluge, bien qu'il lui dénie la possibilité d'avoir modifié l'arrangement des strates « ces eaux [du déluge], n'ont pas pénétré profondément, ni dérangé les strates […], bien que les effets du déluge soient très visibles à la surface de la Terre », la vision donnée parfois, du génie solitaire se battant contre l'obscurantisme et le reste du monde, par exemple dans la biographie de Simon Winchester, est donc fausse.
Smith a été lui-même un obstacle à sa propre reconnaissance, John Phillips, bien qu'un de ses fervents admirateurs, son propre neveu, élevé par Smith depuis l'âge de sept ans, est forcé d'admettre que Smith a « l'habitude de procrastiner, [habitude] qui a résisté à ses ambitions de célébrité scientifique ».
L'étude des influences de Smith contredit aussi la figure du génie isolé, Smith lit beaucoup et, si des incertitudes restent, il n'existe que peu de traces de ce qu'il a lu, quelques points sont bien établis. Ainsi John Strachey, (1671-1743), a étudié les mêmes strates que Smith, sa théorie est différente mais il identifie déjà une couche de charbon par ses fossiles, en 1796 Smith est déjà au courant de ces travaux. L'influence d'Abraham Gottlob Werner, leader de la géologie à cette époque, est incertaine, pour Laudan, Smith a développé sa théorie indépendamment des travaux de Werner.
L'influence de Smith est aussi plus marquée qu'il n'y parait, bien qu'il soit ignoré par une certaine frange de la Geological Society, ses travaux influencent plus fortement ses contemporains que la biographie de Winchester ou de Phillips ne le laissent penser. Ainsi pour Rudwick, Georges Cuvier et Alexandre Brongniart sont au courant des travaux de Smith, Rudwick suggère aussi que Brongniart a vu une des cartes de Smith en 1802 lors d'un voyage à Londres.
Adam Sedgwick lui donne le titre de Père de la géologie de ce pays [l'Angleterre] en 1831, Gordon Herries Davies, pense que de ce pays a été ajouté sous la pression de George Bellas Greenough pour minimiser le rôle de Smith et que les découvertes de Smith ont été vraiment primordiales pour la géologie, même si elles étaient fondées partiellement sur des recherches antérieures.

## Publications
- (en) William Smith, Strata identified by organized fossils, containing prints on coloured paper of the most characteristic specimens in each stratum, Londres, 1816, 24 p. (lire en ligne)
- (en) William Smith, Stratigraphical system of organized fossils, Londres, 1817 (BNF 37269899) lire en ligne sur Gallica

## Récompenses et honneurs
En dehors de la médaille Wollaston et d'un doctorat honorifique, un cratère sur Mars a reçu son nom. La Geological Society organise chaque année une conférence, les William Smith Lecture. Plusieurs bâtiments universitaires au Royaume-Uni portent son nom, ainsi qu'un musée à Scarborough.